# Luolalanjärvi
Luolalanjärvi eller Luolajanjärvi är en sjö i Finland. Den ligger i Nådendals stad i landskapet Egentliga Finland, i den sydvästra delen av landet, 160 km väster om huvudstaden Helsingfors. Luolalanjärvi ligger 19 meter över havet. Arean är 24,2 hektar och strandlinjen är 3,09 kilometer lång. Sjön  ingår i Skärgårdshavets kustområde, Åland.   I omgivningarna runt Luolalanjärvi växer i huvudsak barrskog.